# Монтроуз-Гент (Охајо)
Монтроуз-Гент (енгл. Montrose-Ghent) насељено је место без административног статуса у америчкој савезној држави Охајо.

## Демографија
По попису из 2010. године број становника је 5.177, што је 84 (-1,6%) становника мање него 2000. године.
| Група             | 2000.         | 2010.         |
| Белци             | 5.052 (96,0%) | 4.849 (93,7%) |
| Афроамериканци    | 46 (0,9%)     | 84 (1,6%)     |
| Азијати           | 97 (1,8%)     | 141 (2,7%)    |
| Хиспаноамериканци | 30 (0,6%)     | 49 (0,9%)     |
| Укупно            | 5.261         | 5.177         |